# 출발조교심사
출발조교심사는 경주마의 출발대 적응 및 출발 상태를 심사하는 것이다. 입사 후 경주마에 등록된 신마, 출발심사 지정마, 주행조교심사시 불합격마(합격유보마)가 검사대상이며, 윤승 및 출발대 진입 후 100m이상 전력 주행한 상태가 양호하다고 인정될 때 합격된다. 출발지점까지의 유도를 거부하는 말이나 출발대 안에서 난폭한 말, 출발지점 대기에 악벽(나쁜 버릇)이 있는 말들은 심사에서 불합격된다.

## 장소
- 서울경마공원: 1000m 및 1400m 출발지점(교차시행), 매주 수/목요일

## 심사대상마
- 입사 후 경주마 등록된 신마
- 출발심사 지정마
- 주행조교심사시 출발 관련 불합격마 (합격유보마)

## 검사방법
- 윤승 후 출발대 앞문 사전 폐쇄상태에서 진입 후 100m이상 전력 주행

## 검사내용
- 출발대기 지점 윤승(회전) 및 진입 상태
- 출발대칸 내에서의 주립(대기) 상태
- 출발신호 후 출발 및 주행 상태

## 합격기준
상기 심사내용의 조교상태가 양호하다고 인정된 말